# Onesse-Laharie

Onesse-et-Laharie este o comună în departamentul Landes din sud-vestul Franței. În 2009 avea o populație de 943 de locuitori.

## Evoluția populației
| An        | 1975 | 1982 | 1990 | 1999 | 2006 | 2009 |
| --------- | ---- | ---- | ---- | ---- | ---- | ---- |
| Populație | 911  | 966  | 981  | 927  | 939  | 943  |